# Liste der Kulturdenkmale in Kaltennordheim
Die Liste der Kulturdenkmale in Kaltennordheim umfasst die als Ensembles, Straßenzüge und Einzeldenkmale erfassten Kulturdenkmale in der thüringischen Stadt Kaltennordheim im Landkreis Schmalkalden-Meiningen mit dem Stand vom 24. Februar 2025.
Die Angaben in der Liste ersetzen nicht die rechtsverbindliche Auskunft der zuständigen Denkmalschutzbehörde.

## Legende
- Bild: zeigt ein Bild des Kulturdenkmals und gegebenenfalls einen Link zu weiteren Fotos des Kulturdenkmals im Medienarchiv Wikimedia Commons
- Bezeichnung: Name, Bezeichnung oder die Art des Kulturdenkmals
- Lage: Wenn vorhanden Straßenname und Hausnummer des Kulturdenkmals; Grundsortierung der Liste erfolgt nach dieser Adresse. Der Link Karte führt zu verschiedenen Kartendarstellungen und nennt die Koordinaten des Kulturdenkmals.
 Kartenansicht, um Koordinaten zu setzen – in dieser Kartenansicht sind Kulturdenkmale ohne Koordinaten mit einem roten bzw. orangen Marker dargestellt und können in der Karte gesetzt werden. Kulturdenkmale ohne Bild sind mit einem blauen bzw. roten Marker gekennzeichnet, Kulturdenkmale mit Bild mit einem grünen bzw. orangen Marker.
- Datierung: gibt das Jahr der Fertigstellung beziehungsweise das Datum der Erstnennung oder den Zeitraum der Errichtung an
- Beschreibung: bauliche und geschichtliche Einzelheiten des Kulturdenkmals, vorzugsweise die Denkmaleigenschaften
- ID: Die ID identifiziert das Kulturdenkmal eindeutig. In Thüringen sind aktuell keine IDs veröffentlicht. In der ID-Spalte kann sich auch folgendes Icon  befinden, dies führt zu Angaben zu diesem Kulturdenkmal bei Wikidata.

## Ensembles
| Bild                           | Bezeichnung                                             | Lage | Datierung | Beschreibung                                                            | ID |
| ------------------------------ | ------------------------------------------------------- | --- | --------- | ----------------------------------------------------------------------- | -- |
| weitere Bilder Fotos hochladen | Jüdischer Friedhof                                      | Aschenhausen (Karte)                                                                                                 |           | Flurstück(e) 442, 443, 444, 445, 446, 448, 459, 461, 462, 463, 464, 574 |    |
| BW                             | Häusergruppe                                            | Kaltennordheim, Wilhelm-Külz-Platz 1, 3, 5 (Karte)                                                                   |           |                                                                         |    |
| BW                             | Bauliche Gesamtanlage Historischer Ortskern Mittelsdorf | Mittelsdorf, Altenbergstraße 3, 4, 6, 10, 13, 15, 17 (Karte)                                                         |           |                                                                         |    |
| BW                             | Bauliche Gesamtanlage Historischer Ortskern Unterweid   | Unterweid, Dorfstraße 13, 46, 47; Kirchberg 1, 2, 10; Lindenstraße 52; Lutherplatz 11; Lutherstraße 118, 119 (Karte) |           |                                                                         |    |

## Einzeldenkmale nach Ortsteilen

### Andenhausen
| Bild | Bezeichnung                                                               | Lage                  | Datierung | Beschreibung                 | ID |
| ---- | ------------------------------------------------------------------------- | --------------------- | --------- | ---------------------------- | -- |
| BW   | Erholungsheim, Nebengebäude, Stützmauer, Transformatorenturm, Ausstattung | Katzenstein 1 (Karte) |           |                              |    |
| BW   | Kirche                                                                    | Kirchberg 7 (Karte)   |           | mit Ausstattung und Kirchhof |    |

### Aschenhausen
| Bild                           | Bezeichnung         | Lage                          | Datierung | Beschreibung                                        | ID |
| ------------------------------ | ------------------- | ----------------------------- | --------- | --------------------------------------------------- | -- |
| weitere Bilder Fotos hochladen | Evangelische Kirche | Am Leichelberg 11 (Karte)     |           | Kirche samt künstlerischer Ausstattung und Kirchhof |    |
| BW                             | Wohnhaus            | Am Leichelberg 15, 17 (Karte) |           |                                                     |    |
| BW                             | Spesserthof         | Am Leichelberg 30 (Karte)     |           | Sommerresidenz, etwas außerhalb, westlich des Ortes |    |
| BW                             | Wohnhaus            | Oberkätzer Straße 8 (Karte)   |           |                                                     |    |
| BW                             | Gehöft              | Oberkätzer Straße 14 (Karte)  |           |                                                     |    |
| weitere Bilder Fotos hochladen | Synagoge            | Oberkätzer Straße 16 (Karte)  |           |                                                     |    |
| BW                             | Scheune             | Oberkätzer Straße 17 (Karte)  |           |                                                     |    |

### Fischbach/Rhön
| Bild | Bezeichnung       | Lage                                   | Datierung | Beschreibung    | ID |
| ---- | ----------------- | -------------------------------------- | --------- | --------------- | -- |
| BW   | Brunnen           | Fischbacher Kirchstraße o. Nr. (Karte) |           |                 |    |
| BW   | Wohnhaus          | Fischbacher Kirchstraße 13 (Karte)     |           |                 |    |
| BW   | Kirche            | Fischbacher Kirchstraße 14 (Karte)     |           | mit Ausstattung |    |
| BW   | Kirchhof          | Fischbacher Kirchstraße 14 (Karte)     |           |                 |    |
| BW   | Gefallenendenkmal | Fischbacher Kirchstraße 14 (Karte)     |           |                 |    |
| BW   | Hofanlage         | In der Gass 2 (Karte)                  |           |                 |    |
| BW   | Wohnstallhaus     | Mittelstraße 2 (Karte)                 |           |                 |    |
| BW   | Wohnhaus          | Umpfenstraße 24 (Karte)                |           |                 |    |
| BW   | Wohnhaus          | Umpfenstraße 28 (Karte)                |           |                 |    |
| BW   | Hofanlage         | Umpfenstraße 5 (Karte)                 |           |                 |    |

### Kaltenlengsfeld
| Bild | Bezeichnung         | Lage                        | Datierung | Beschreibung                                 | ID |
| ---- | ------------------- | --------------------------- | --------- | -------------------------------------------- | -- |
| BW   | Kirche              | Am Kirchberg o. Nr. (Karte) |           | mit Ausstattung und Kirchhof mit Grabsteinen |    |
| BW   | Feuerwehrgerätehaus | Brandplatz o. Nr. (Karte)   |           |                                              |    |
| BW   | Wohnhaus            | Brandplatz 20 (Karte)       |           |                                              |    |
| BW   | Hofanlage           | Obere Gasse 1 (Karte)       |           |                                              |    |
| BW   | Gefallenendenkmal   | (Karte)                     |           | Denkmal für die Opfer des I. Weltkrieges     |    |

### Kaltennordheim
| Bild                                    | Bezeichnung                                | Lage                                              | Datierung | Beschreibung                                | ID |
| --------------------------------------- | ------------------------------------------ | ------------------------------------------------- | --------- | ------------------------------------------- | -- |
| BW                                      | Gehöft Alte Gerberei                       | August-Bebel-Straße 3 (Karte)                     |           |                                             |    |
| BW                                      | Post                                       | August-Bebel-Straße 39 (Karte)                    |           |                                             |    |
| BW                                      | Evangelisch-lutherische Kirche St. Nikolai | August-Bebel-Straße 6 (Karte)                     |           | mit Ausstattung und Kirchhof                |    |
| BW                                      | Schule                                     | August-Bebel-Straße 7 (Karte)                     |           |                                             |    |
| BW                                      | Scheune                                    | Feldastraße (Karte)                               |           |                                             |    |
| BW                                      | Brücke                                     | Kirchstraße o. Nr. (Karte)                        |           |                                             |    |
| BW                                      | Wohnhaus                                   | Kirchstraße 14 (Karte)                            |           |                                             |    |
| BW                                      | Wohn- und Geschäftshaus                    | Kirchstraße 22 (Karte)                            |           |                                             |    |
| weitere Bilder Fotos hochladen          | Evangelische Kirche St. Kilian             | Kirchtor 6 (Karte)                                |           | mit Ausstattung                             |    |
| BW                                      | Friedhof                                   | Kirchtor 6 (Karte)                                |           | Umfassungsmauer, Grabsteine und Baumbestand |    |
| BW                                      | Schlossanlage / Merlinsburg                | Schloßhof 2, 2a, 3, 4 (Karte)                     |           |                                             |    |
| BW                                      | Rathaus                                    | (Karte)                                           |           |                                             |    |
| BW                                      | Grabmal                                    | Friedhof (Karte)                                  |           |                                             |    |
| BW                                      | Leichenhalle                               | Friedhof (Karte)                                  |           |                                             |    |
| Direkt Bild zu diesem Denkmal hochladen | Hochwassermarke                            | Landstraße von Kaltennordheim nach Kaltensundheim |           |                                             |    |

### Kaltensundheim
| Bild                                    | Bezeichnung            | Lage                                                               | Datierung | Beschreibung                               | ID |
| --------------------------------------- | ---------------------- | ------------------------------------------------------------------ | --------- | ------------------------------------------ | -- |
| BW                                      | Erwes Born             | Alte Backhausstraße; Feldastraße; Hauptstraße; Knottenberg (Karte) |           | Brunnentrog                                |    |
| Direkt Bild zu diesem Denkmal hochladen | Brunnen                | Alte Backhausstraße o. Nr.                                         |           |                                            |    |
| BW                                      | Bräu-Born              | Alte Backhausstraße o. Nr. (Karte)                                 |           | Brunnentrog                                |    |
| BW                                      | Gänsekenborn           | Alte Backhausstraße o.Nr. (Karte)                                  |           | Laufbrunnen                                |    |
| BW                                      | Backhaus               | Bachgasse 6 (Karte)                                                |           | Alte Backhausstraße 6                      |    |
| BW                                      | Wohnhaus               | Alte Backhausstraße 8 (Karte)                                      |           |                                            |    |
| BW                                      | Gehöft                 | Alte Backhausstraße 15 (Karte)                                     |           |                                            |    |
| BW                                      | Kirchenburg mit Bering | Burg o. Nr. (Karte)                                                |           |                                            |    |
| BW                                      | Wirtschaftsgebäude     | Burg o. Nr. (Karte)                                                |           |                                            |    |
| BW                                      | Evangelische Kirche    | Burg o. Nr. (Karte)                                                |           | mit Ausstattung                            |    |
| BW                                      | Alte Schule            | Burg 1 (Karte)                                                     |           |                                            |    |
| BW                                      | Ehemaliges Brauhaus    | Gerthäuser Straße 5 (Karte)                                        |           |                                            |    |
| BW                                      | Wirtsbrunnen           | Hauptstraße, Ecke Alte Backhausstraße (Karte)                      |           | Brunnentrog                                |    |
| BW                                      | Gehöft                 | Hauptstraße 2 (Karte)                                              |           |                                            |    |
| BW                                      | Wohnhaus               | Hauptstraße 3 (Karte)                                              |           |                                            |    |
| BW                                      | Wohnhaus               | Hauptstraße 14 (Karte)                                             |           |                                            |    |
| BW                                      | Wohnhaus               | Hauptstraße 17 (Karte)                                             |           |                                            |    |
| BW                                      | Wohnhaus               | Hauptstraße 19 (Karte)                                             |           |                                            |    |
| BW                                      | Obertorborn            | Hinter der Mauer o. Nr. (Karte)                                    |           | Brunnentrog                                |    |
| BW                                      | Wohnhaus               | Hof 3, 3a (Karte)                                                  |           | Flurstück 36/1                             |    |
| BW                                      | Wohnhaus               | Hof 4 (Karte)                                                      |           | Flurstück 2277/1                           |    |
| BW                                      | Pfarrhof               | Knottenberg 10 (Karte)                                             |           | Pfarrhof, Nebengebäude und Umfassungsmauer |    |
| BW                                      | Wohnhaus               | Knottenberg 11 (Karte)                                             |           | mit Ausstattung                            |    |
| BW                                      | Gehöft                 | Körnergasse 1 (Karte)                                              |           |                                            |    |
| BW                                      | Wohnhaus               | Lindenplatz 1 (Karte)                                              |           |                                            |    |
| BW                                      | Wohnhaus               | Straße zur Felda 4, 4a (Karte)                                     |           | Wohnhaus mit Nebengelass                   |    |

### Kaltenwestheim
| Bild                           | Bezeichnung                        | Lage                                    | Datierung | Beschreibung                                                                                   | ID |
| ------------------------------ | ---------------------------------- | --------------------------------------- | --------- | ---------------------------------------------------------------------------------------------- | -- |
| BW                             | Rathaus                            | Am Schlagtor 4; Neue Straße (Karte)     |           |                                                                                                |    |
| BW                             | Vack-Stein                         | Auf der Feiss (Karte)                   |           | Gedenkstein                                                                                    |    |
| BW                             | Lindenplatz                        | Dorfstraße o. Nr. (Karte)               |           | Lindenplatz mit Ringmauer und altem Baumbestand                                                |    |
| BW                             | Wetzstein                          | Dorfstraße/Am Schlagtor (Karte)         |           |                                                                                                |    |
| BW                             | Brunnen                            | Dorfstraße o. Nr.; Am Schlagtor (Karte) |           |                                                                                                |    |
| BW                             | Wohnhaus                           | Heimengasse 4 (Karte)                   |           |                                                                                                |    |
| BW                             | Wohnhaus                           | Schlossstraße 2 (Karte)                 |           |                                                                                                |    |
| BW                             | Torturm                            | Untertorstraße 13 (Karte)               |           |                                                                                                |    |
| BW                             | Pfarrhaus                          | Untertorstraße 13 (Karte)               |           |                                                                                                |    |
| weitere Bilder Fotos hochladen | Evangelische Kirche St. Laurentius | Zur Güggelsburg 2 (Karte)               | 1606      | Kirche samt künstlerischer Ausstattung, Kirchhof, Torturm, Kirchhofmauer und hist. Grabsteinen |    |

### Klings
| Bild | Bezeichnung       | Lage                           | Datierung | Beschreibung                 | ID |
| ---- | ----------------- | ------------------------------ | --------- | ---------------------------- | -- |
| BW   | Gefallenendenkmal | Kirchbergstraße o. Nr. (Karte) |           |                              |    |
| BW   | Kirche            | (Karte)                        |           | mit Ausstattung und Kirchhof |    |

### Melpers
| Bild                           | Bezeichnung         | Lage                                                               | Datierung | Beschreibung                                        | ID |
| ------------------------------ | ------------------- | ------------------------------------------------------------------ | --------- | --------------------------------------------------- | -- |
| BW                             | Lindenplatz         | Am Backhaus o. Nr., r, Flurstück 7/7 (Flur 1) (Karte)              |           | Dorfplatz mit Linde und Stützmaue                   |    |
| BW                             | Gefallenendenkmal   | Am Backhaus o. Nr., Flurstück 62/3 (Flur 1) (Karte)                |           |                                                     |    |
| weitere Bilder Fotos hochladen | Evangelische Kirche | Am Backhaus 2 (Karte)                                              |           | Kirche samt künstlerischer Ausstattung und Kirchhof |    |
| BW                             | Backhaus            | Am Backhaus 4, Flurstück 2/0 (Flur 1) (Karte)                      |           |                                                     |    |
| BW                             | Feuerwehrgerätehaus | An der Hinteren Dorfstraße o. Nr., Flurstück 48/2 (Flur 1) (Karte) |           |                                                     |    |
| BW                             | Tagelöhnerhaus      | Hintere Dorfstraße 6, Flurstück 50 (Flur 1) (Karte)                |           |                                                     |    |

### Mittelsdorf
| Bild                           | Bezeichnung           | Lage                                         | Datierung | Beschreibung                               | ID |
| ------------------------------ | --------------------- | -------------------------------------------- | --------- | ------------------------------------------ | -- |
| BW                             | Brunnen               | Am Plan 2, Flurstück 17/2 (Fur 1) (Karte)    |           |                                            |    |
| weitere Bilder Fotos hochladen | Evangelische Kirche   | Am Plan 3 (Karte)                            |           | Kirche samt künstlerischer Ausstattung     |    |
| BW                             | ,Kirchhof             | Am Plan 3 (Karte)                            |           |                                            |    |
| BW                             | Mauerreste und Torbau | Am Plan 3 (Karte)                            |           |                                            |    |
| BW                             | Wohnhaus              | Am Plan 17 (Karte)                           |           |                                            |    |
| BW                             | Brauhaus              | Am Plan 71, Flurstück 96, 97 (Fur 1) (Karte) |           | ehem. Brauhaus mit Backstube und Backofen, |    |
| BW                             | Dorfmauer             | Im Dorfe 48, Flurstück 44/3 (Fur 1) (Karte)  |           |                                            |    |
| BW                             | Gehöft                | Köhlergasse 1 (Karte)                        |           |                                            |    |
| BW                             | Wohnhaus              | Köhlergasse 5 (Karte)                        |           |                                            |    |
| BW                             | Wohnhaus              | Mühlgasse 3 (Karte)                          |           | Wohnhaus samt Ausstattung                  |    |
| BW                             | Wohnhaus              | Mühlgasse 8 (Karte)                          |           |                                            |    |

### Oberkatz
| Bild                                    | Bezeichnung           | Lage                                      | Datierung | Beschreibung                                        | ID |
| --------------------------------------- | --------------------- | ----------------------------------------- | --------- | --------------------------------------------------- | -- |
| BW                                      | Wohnhaus              | Aschenhäuser Straße 3 (Karte)             |           |                                                     |    |
| Direkt Bild zu diesem Denkmal hochladen | Wohnhaus              | Aschenhäuser Straße 31                    |           |                                                     |    |
| BW                                      | Scheune               | Gutshof 2 (Karte)                         |           |                                                     |    |
| BW                                      | Gutshof: Herrenhaus   | Gutshof 5 (Karte)                         |           | mit Ausstattung                                     |    |
| BW                                      | Gutshof: Nebengebäude | Gutshof 5 (Karte)                         |           |                                                     |    |
| BW                                      | Brunnen               | Im Dorfe (Karte)                          |           |                                                     |    |
| Direkt Bild zu diesem Denkmal hochladen | Brücke                | Im Dorfe                                  |           |                                                     |    |
| BW                                      | Marktbrunnen          | Im Dorfe, Flurstück 159/5 (Karte)         |           | Laufbrunnen                                         |    |
| BW                                      | Backhaus              | Marktplatz 10 (Karte)                     |           |                                                     |    |
| BW                                      | Wohnhaus              | Schulgasse 7 (Karte)                      |           |                                                     |    |
| weitere Bilder Fotos hochladen          | Evangelische Kirche   | Schulgasse 11 (Karte)                     |           | Kirche samt künstlerischer Ausstattung und Kirchhof |    |
| BW                                      | Sternbogenbrücke      | Unterkätzer Straße, Flurstück 695 (Karte) |           |                                                     |    |
| Direkt Bild zu diesem Denkmal hochladen | Wohnhaus              | Unterkätzer Straße 51                     |           |                                                     |    |
| Direkt Bild zu diesem Denkmal hochladen | Wohnhaus              | Unterkätzer Straße 63, 63a                |           |                                                     |    |
| Direkt Bild zu diesem Denkmal hochladen | Wohnhaus              | Unterkätzer Straße 72                     |           |                                                     |    |
| BW                                      | Wegweiserstein        | K 81 Richtung Kaltennordheim (Karte)      |           |                                                     |    |
| BW                                      | Grenzstein            | (Karte)                                   |           |                                                     |    |
| BW                                      | Grenzstein            | (Karte)                                   |           |                                                     |    |

### Unterweid
| Bild                                    | Bezeichnung                                 | Lage                                                    | Datierung | Beschreibung | ID |
| --------------------------------------- | ------------------------------------------- | ------------------------------------------------------- | --------- | --- | -- |
| BW                                      | Brunnentrog                                 | Am Weidbach o. Nr., Flurstück 74/0 (Flur 1) (Karte)     |           | |    |
| BW                                      | Geissberg-Born                              | Kirchberg (Karte)                                       |           | Brunnentrog |    |
| BW                                      | ehemalige Schule                            | Geißberg 3, 7 (Karte)                                   |           | auch Bestandteil des Denkmalensembles „Ortskern“                                                                    |    |
| weitere Bilder Fotos hochladen          | Evangelische Kirche St. Marien              | Geißberg 5 (Karte)                                      |           | Kirche samt künstlerischer Ausstattung, Kirchberg und Stützmauern, auch Bestandteil des Denkmalensembles „Ortskern“ |    |
| BW                                      | Wohnhaus                                    | Krautweg 4 (Karte)                                      |           | |    |
| BW                                      | Gasthaus „Zum Ross“                         | Lutherplatz 1 (Karte)                                   |           | Gasthaus mit Nebengelassen, auch Bestandteil des Denkmalensembles „Ortskern“                                        |    |
| BW                                      | Gefallenendenkmal                           | Mühlenstraße o. Nr., Flurstück 160/0 (Flur 1) (Karte)   |           | |    |
| BW                                      | Gasthaus „Zur Krone“                        | Oberweider Straße 38 (Karte)                            |           | Gasthaus mit Saalbau                                                                                                |    |
| BW                                      | Ehemalige Baracke des Reichsarbeitsdienstes | Waldweg 11, Flurstück 7/5 (Flur 4) (Karte)              |           | |    |
| BW                                      | Bogenbrücke                                 | Flurstück 153/5 (Flur 7) (Karte)                        |           | |    |
| Fotos hochladen                         | Leitturm                                    | Feldflur 'Am Weinberg', Flurstück 53/4 (Flur 8) (Karte) |           | |    |
| Direkt Bild zu diesem Denkmal hochladen | Grenzstein                                  | Koordinaten fehlen! Hilf mit.                           |           | |    |

## Ehemalige Kulturdenkmale
| Bild                                    | Bezeichnung | Lage                                            | Datierung | Beschreibung                       | ID |
| --------------------------------------- | ----------- | ----------------------------------------------- | --------- | ---------------------------------- | -- |
| BW                                      | Wohnhaus    | Kaltensundheim, Hauptstraße 12 (Karte)          |           |                                    |    |
| Direkt Bild zu diesem Denkmal hochladen | Wohnhaus    | Kaltensundheim, Hof 5, Flurstück 34/0 (Flur 1)  |           |                                    |    |
| BW                                      | Wohnhaus    | Oberkatz, Schulgasse 3 (Karte)                  |           |                                    |    |
| Direkt Bild zu diesem Denkmal hochladen | Wohnhaus    | Unterweid, Grabental 27, Flurstück 6/0 (Flur 4) |           | Wohnhaus des Reichsarbeitsdienstes |    |

## Abgegangene Kukturdenkmale
| Bild                                    | Bezeichnung                               | Lage                                                                     | Datierung | Beschreibung                                          | ID |
| --------------------------------------- | ----------------------------------------- | ------------------------------------------------------------------------ | --------- | ----------------------------------------------------- | -- |
| Direkt Bild zu diesem Denkmal hochladen | Wohnhaus                                  | Fischbach, Fischbacher Kirchstraße 8                                     |           | abgerissen                                            |    |
| Direkt Bild zu diesem Denkmal hochladen | Brunnen                                   | Kaltennordheim, Einmündungsbereich Altenbrunner-, Fuldaer-, Goethestraße |           |                                                       |    |
| Direkt Bild zu diesem Denkmal hochladen | Wohn- und Geschäftshaus Alte Amtsapotheke | Kaltennordheim, Meininger Straße 5                                       |           | durch einen Neubau ersetzt                            |    |
| Direkt Bild zu diesem Denkmal hochladen | Gehöft                                    | Kaltensundheim, Mittelsdorfer Straße 12                                  |           | Parzelle durch Neubau bebaur                          |    |
| Direkt Bild zu diesem Denkmal hochladen | Wohnhaus                                  | Kaltensundheim, Sächsischer Hof 6                                        |           | abgerissen, Grundstück am 30. März 2025 noch unbebaut |    |
| Direkt Bild zu diesem Denkmal hochladen | Portal                                    | Mittelsdorf, Altenbergstraße 4                                           |           |                                                       |    |